# 하부브

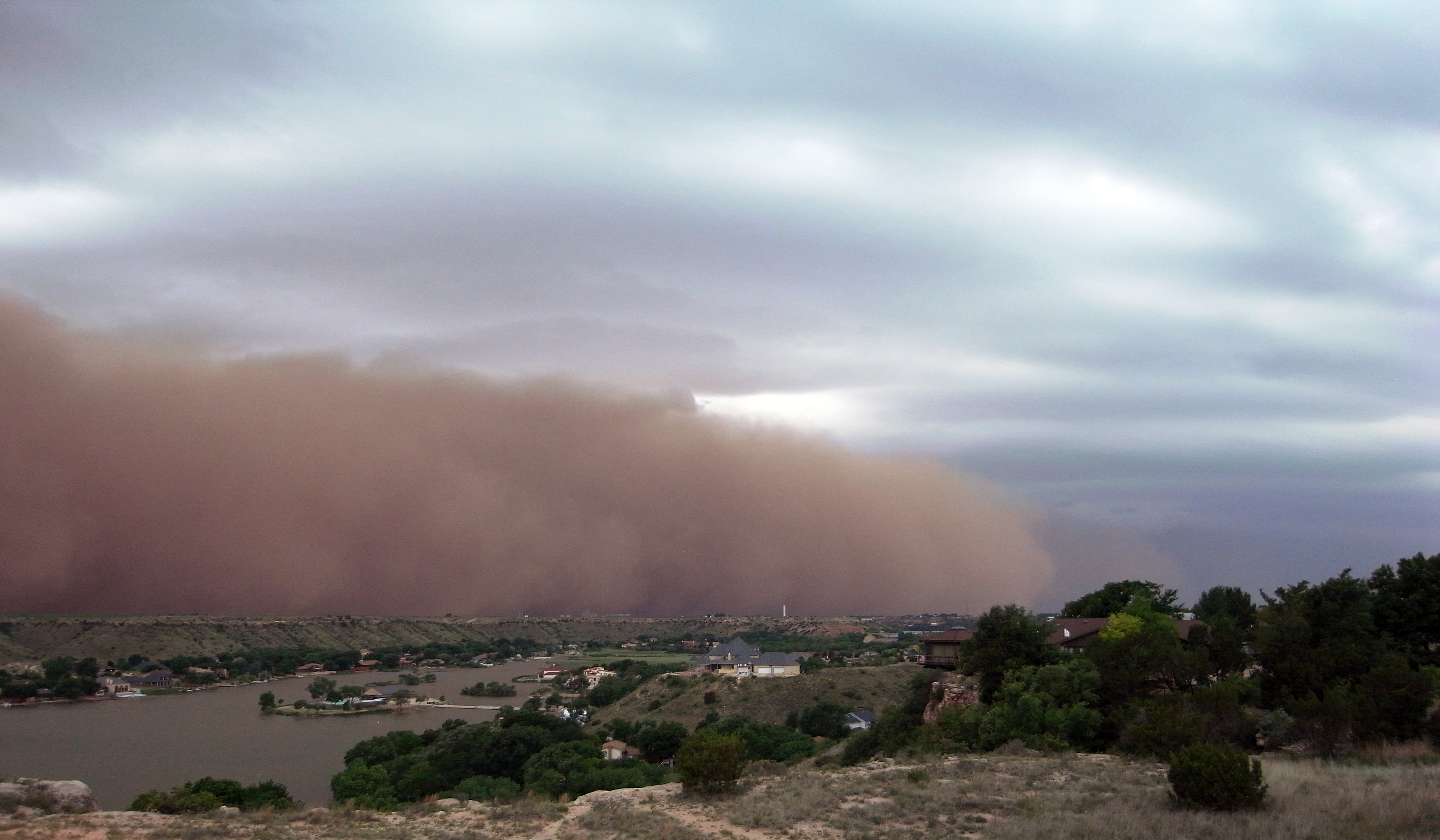

하부브(haboob)는 전선으로도 알려져 있는 대기의 중력 전류를 타고 전달되는 강한 모래폭풍의 일종이다. 하부브는 세계의 건조 지대에 주기적으로 발생한다.

## 같이 보기
- 회오리바람
- 적도 수렴대
- 캄신
- 미스트랄 (바람)
- 시로코